# Peter Blake (fictie)
Peter Blake is een personage uit de soapserie Days of our Lives. De rol werd van 1993 tot 1998 gespeeld door acteur Jason Brooks.

## Personagebeschrijving
Peter kwam in 1993 naar Salem om zijn zuster Kristen te waarschuwen om weg te blijven van John Black. Later dat jaar kwamen Stefano DiMera, zijn pleegvader, en Tony DiMera ook terug naar Salem. Peter en Stefano wilden John ombrengen omdat hij en Kristen verliefd waren en Kristen eigenlijk verloofd was met Tony. Ze huurden een sluipschutter in, maar hij miste en John redde het leven van Kristen, waardoor ze nog meer naar elkaar toegroeiden. Stefano had een hersentumor en iedereen dacht dat hij stervende was, het was zijn laatste wens dat Kristen met Tony zou trouwen en zij ging daar uiteindelijk mee akkoord. Peter maakte intussen afspraakjes met Jennifer Horton. Peter wilde een club verkopen waar hij vroeger drugs dealde om zo helemaal clean te worden voor Jennifer.
In 1994 gingen Peter en Jennifer samen met Kristen, Tony, Bo en Billie naar New Orleans voor een liefdadigheidsevenement dat Kristen organiseerde. Daar bedreven Peter en Jennifer de liefde. Roman Brady kwam ook naar New Orleans, maar om Peter te arresteren voor drugshandel.
Jennifers moeder, Laura Horton, zag Peter praten met een man aan de dokken en Peter vreesde dat Laura zou ontdekken dat die man een drugsdealer was. Peter riep de hulp in van Daniel Scott, die afspraakjes maakte met Laura en haar kantoor zelfs herschilderde. De verf was echter vergiftigd waardoor Laura slaperig werd. Via een microfoon die Peter in Laura’s kamer had verstopt liet hij haar geloven dat hij Jennifer ging vermoorden. Laura, die een bewogen psychisch verleden had, leek opnieuw door te draaien en ze zou opgenomen worden in een instelling. Laura was hier bang voor en vluchtte. Op een avond viel Jennifer in slaap in de kamer van haar moeder en hoorde een verhaal op de radio en ze begon te hallucineren. Jennifer werd in het ziekenhuis opgenomen en Laura ging hier ook naartoe. Toen ze gezien werd probeerde ze te ontsnappen via een brandladder, die echter defect was. Jennifer ging haar moeder achterna en kwam nu ook vast te zitten. Peter kon de dames uiteindelijk redden en leek nu een held. Mike had het kantoor van Laura laten nakijken en dit verklaarde de hallucinaties van Laura en Jennifer. Daniel Scott verliet Salem en Peter besliste dat Laura niet langer een bedreiging was.
In 1994 kwam Jennifers ex-man Jack Deveraux terug naar Salem en hij trok meteen terug bij Jennifer in en zei dat hij dit kon omdat het huis voor de helft van hem was. Jennifer verzekerde Peter dat ze op hem verliefd was en met hem zou trouwen. Peter nam Jennifer mee naar zijn vroegere thuisstad Aremid en vroeg haar daar ten huwelijk. Daar hoorden ze over de Witte Vrouw, een geest die de stad teisterde. Peter geloofde hier niet in, maar Jennifer wel. Jack kwam ook naar Aremid en werd bevriend met een jong meisje dat Sarah heette. Ze wist enkele dingen over de Witte Vrouw en wilde Jack helpen. In het oude Blake-huis vonden Peter en Jennifer een portret van de Witte Vrouw, die in werkelijkheid Rachel Blake, de moeder van Kristen en Peter was. 's Avonds maakte Jennifer de open haard aan en viel in slaap. De Witte Vrouw sloot het haardvuur af waardoor het huis zich met rook vulde. Peter en Jack konden Jennifer redden van de verstikkingsdood en Sarah zei dat de Witte Vrouw hiervoor verantwoordelijk was. Sarah was verliefd geworden op Jack en verkleedde zich zelfs als de Witte Vrouw om dichter bij hem te komen, maar ze werd door Peter ontmaskerd. Peter en Jennifer dachten dat Jack Sarah gebruikte om hen uit elkaar te halen en keerden terug naar Salem. Sarah zei tegen Jack dat er echt een Witte Vrouw was.
Bij zijn thuiskomst besloot Peter om zijn club, The Blue Moon, te verkopen zodat hij met geen enkele louche zaak meer betrokken was. Peter had Jude St. Clair de zaken laten waarnemen in zijn afwezigheid en wilde de zaak aan hem verkopen, maar hij had eerst nog een taak voor hem. Hij moest Jack onderzoeken en iets smerigs over hem te weten komen. Jude ontdekte dat Jack een affaire had met Laura toen ze in een instelling zaten en elkaar onder valse namen leerden kennen. Peter regelde het zo dat Jack Laura ging troosten en dat Jennifer hen zou aantreffen als ze aan het kussen waren. Jennifer was er kapot van om te horen dat haar moeder niet alleen verliefd was op Jack, maar ook intiem geweest was met hem. Peter ontmoette Jude opnieuw in Aremid om hem het mandaat te geven van de Blue Moon. Jude liet dit vallen nabij het paviljoen waar Peter en Jennifer gingen trouwen. Jack vond het en zag Peters naam hierop staan. Jude had echter gemerkt dat hij het mandaat kwijt was en zag dat Jack het gevonden had. Hij sloeg hem neer, nam het mandaat af en vluchtte. Het paviljoen vatte vuur en Peter kon Jack redden. Jack werd beschuldigd van brandstichting en werd naar de gevangenis gestuurd, maar werd later vrijgelaten toen het bleek dat het om een ongeluk ging.
Terwijl Jack in de gevangenis zat trouwden Peter en Jennifer op 21 november 1995. Na de trouw werd Tony DiMera dood teruggevonden en iedereen dacht dat John Black hem vermoord had. Jack en Jen waren ervan overtuigd dat John onschuldig was en toen Jude St. Clair Hope Williams aanviel in Aremid dachten ze dat hij weleens de dader zou kunnen zijn. Jack en Jennifer keerden terug naar Salem en gingen undercover naar de Blue Moon. Net op het moment dat ze bewijs gingen vinden dat Peter aan Jude linkte hield de politie een razzia. Peter kon verhinderen dat het bewijs bekend werd en sprak met Jude af om hem geld aan te bieden van zijn rekening op de Kaaimaneilanden om het land te verlaten. Peter ontdekte dat Jack en Jennifer naar de Kaaimaneilanden gegaan waren om meer te weten te komen over de bankrekening. Peter slaagde erin om zijn naam te laten wissen van de rekening en zorgde ervoor dat Jack en Jennifer terug naar Salem kwamen.
Op het proces van John Black was Peter openbare aanklager en hij riep Kristen op als getuige en liet haar een verklaring afleggen waarin ze zei dat ze ervan overtuigd was dat John haar man had vermoord. John werd ter dood veroordeeld omdat Stefano de jury had omgekocht. De doodstraf zou meteen voltrokken worden
Op de avond van Johns executie dineerde Stefano met Marlena. Zij vond het dagboek van Tony en ontdekte dat John onschuldig was. Ze gaf dit aan de Witte Vrouw. Op de weg naar de rechtbank raakte ze het dagboek kwijt, maar Jack Deveraux vond dit en bracht het naar de rechtbank, John werd vrijgelaten. Marlena zei tegen Stefano dat ze hem haatte. Stefano wist dat de grond onder hem te heet werd en probeerde te vluchten, hij nam Marlena mee. Stefano ontsnapte met Marlena in de tunnels van Aremid. John kon Marlena uiteindelijk nog redden, en Stefano ontsnapte via een helikopter.
Bo Brady besloot om nog een laatste keer op zoek te gaan naar de vermiste Hope in de bergen van Aremid. Hij ging op zoek met de helikopter en toen Hope deze hoorde maakte ze een brandje in de chalet waarin ze vastgehouden werd door Jude. Bo ging op zoek naar de chalet maar kon deze niet vinden door een sneeuwstorm. Jennifer, Peter, Jack en Mike gingen op zoek naar Bo en vonden hem uiteindelijk. Bo was ziek maar ging verder op zoek naar Hope, die inmiddels kon ontsnappen. Jude daagde op en schoot Bo in de arm. Peter en Jack kwamen ook ter plaatse en Jackzag dat Peter Jude in koelen bloede neerschoot. Peter beweerde dat hij zichzelf en de anderen verdedigde en iedereen geloofde dit verhaaltje. Ze keerden allen terug naar Salem.
In juni 1996 ontvoerde Stefano Marlena. Rachel dacht dat ze zou weten waar Stefano haar mee naartoe genomen zou hebben en liet zich door Laura hypnotiseren. Rachel onthulde dat Peter betrokken was met Jude St. Clair. Laura confronteerde Peter hiermee, maar besloot dit niet aan Jennifer te vertellen om haar niet te kwetsen.
Peter en Jennifer gingen naar Parijs toen ze vernamen dat er een explosie geweest was waarbij Stefano en Rachel omgekomen waren. Jack ging ook naar Parijs om zijn vrienden te helpen. Kristen vertelde aan Peter dat ze haar kind verloren was en vroeg zijn hulp om opnieuw zwanger te worden. Peter en Kristen installeerden een hypnotiserend apparaatje van Stefano achter een spiegel in Johns kamer. Hij bedreef opnieuw de liefde met Kristen, maar tijdens de daad riep hij de naam van Marlena. Jack en Jennifer begaven zich in de ondergrondse tunnels waar Stefano zich verscholen had. Jack vond een paar boeken waar Peters naam in stond en op dat moment liet Peter een bom afgaan om alle bewijzen te vernietigen. Jack en Jennifer konden op het nippertje aan de dood ontsnappen. Toen Jack Daniel Scott in Parijs zag zorgde hij ervoor dat hij een pokerspel met hem speelde. Daniel kon zijn schulden niet betalen en Jack betaalde deze in zijn plaats in ruil voor informatie over Peter. Daniel bekende en Jack vertelde dit alles aan Jennifer, die hem echter niet geloofde. Maar dan vertelde Laura ook wat zij wist over Peter.
Stefano was niet dood en keerde terug naar Salem waar hij zich aan Peter bekendmaakte. Hij hoorde over de problemen die Peter en Jennifer hadden en beloofde hem te helpen. Peter haalde Daniel Scott terug naar Salem en verplichtte hem om aan Jennifer te zeggen dat Jack alles verzonnen had en dat hij die leugens aan Jack vertelde omdat hij het geld nodig had om zijn schulden te betalen. Later zag Jennifer Peter en Daniel praten op Salem Place, toen hij alleen was probeerde ze de waarheid te ontdekken, maar hij zei niets. Dan misleidde Jennifer hem door te zeggen dat ze van alles op de hoogte was en dat ze hem nu aan het testen was of hij iets zou zeggen. Daniel trapte erin en vertelde haar alles, ook over de vergiftigde verf in het kantoor van Laura. Jennifer ging naar huis en gooide Peter het huis uit. Jack was van plan om Salem te verlaten, maar hij dacht dat Jennifer en Abby nu in gevaar waren. Op advies van Stefano maakte Peter plannen om Jennifer te ontvoeren.
Jack ontdekte dit en vertelde dit aan de politie, die echter niets konden doen. Jack kocht een geweer en ging naar het huis van Jennifer, waar Peter nu ook was. Jack en Peter begonnen te vechten en toen ging het geweer van Jack af. Peter werd naar het ziekenhuis gebracht waar hij overleed. Jack werd gearresteerd, maar Jennifer betaalde zijn borgsom. Salem kwam samen voor de begrafenis van Peter en na de begrafenis zach Laura dat Kristen haar buik tegoei aan het steken was en zag dus dat ze niet echt zwanger was. Laura rende de kerk binnen om dit aan Marlena te vertellen, maar kwam dan oog in oog te staan met Stefano en Peter. Stefano onthulde dat het lichaam in de kist dat van Daniel Scott was en dat hij een latex masker droeg waardoor hij op Peter leek. Stefano nam Laura mee en wilde haar mee het land uitnemen, maar Kristen en Peter vroegen of er geen andere manier was. Dan liet Stefano een van zijn wetenschappers het geheugen van Laura van de laatste dagen wissen en liet haar op een bank in Salem achter en vluchtte samen met Peter de stad uit. Jack belandde in de gevangenis.
Peter herstelde van zijn schotwonde op een eiland en verdween enkele maanden uit beeld. Toen hij beter was betaalde hij Trent Davis om Jennifer te ontvoeren en hem te ontmoeten bij de Grand Canyon. Helaas werd Peter gebeten door een muskiet en kreeg junglegekte, een vreemde ziekte die een persoon waanzinnig maakt en hem ook ontzettend sterk en gewelddadig maakt. Stefano contacteerde Peter en zei dat hij medicatie nodig had en naar het eiland moest gaan waar ook dokter Rolf zat die daar gewerkt had aan een geneesmiddel voor Roman Brady. Peter kreeg de pillen, maar dokter Rolf wilde hem niet laten gaan vooraleer hij genezen was. Tijdens een gevecht met Rolf verloor hij de pillen en vloog weg in een vliegtuigje. Toen Peter de Grand Canyon bereikte was Trent dood en waren Jack en Jennifer verdwenen. Jack en Jennifer gingen terug naar Salem, net als Peter. Ze brachten Kerstmis met hun familie door, maar Jack besloot nu om achter Peter aan te gaan nadat Laura zich kon herinneren dat Peter nog in leven was. Laura gaf hem een auto en hij vertrok, Peter volgde hem. Jennifer en Abby hielden zich echter verborgen in de auto van Jack. Het drietal belandde in een louche hotel, waar ook Peter aankwam. Hij informeerde de FBI, die op zoek was naar Jack, maar hij kon ontsnappen. De FBI kon wel Peter vinden, maar tijdens een aanval van de junglegekte viel hij de agent aan en ontsnapte.
Jack en Jennifer sloten zich aan bij een circus toen ze op de vlucht waren. Jack biechtte zijn problemen op aan eigenaar Jasper Ward, die het begreep en Jack een job in het circus. Jennifer en Abby werkten ook mee in het circus. Peter ging terug naar het DiMera-huis en Stefano hielp hem om Jennifer te vinden en een tegengif te krijgen voor de junglegekte. Stefano dacht dat Laura wel zou weten waar ze waren en besloot om haar af te luisteren. Laura, Maggie en Celeste gingen naar een kuuroord waar Peter zichzelf vermomde als masseur en het afluisterapparaatje op Laura bevestigde. Tijdens een nieuwe aanval van junglegekte vermoordde hij haar bijna. Laura zette een val op voor Peter door hints te geven dat Jack en Jennifer in Dayton, Ohio waren. Kristen had dit gehoord en bracht Peter op de hoogte, die naar Dayton ging. Laura bracht nu ook de politie op de hoogte. Helaas bevonden Jack en Jennifer zich met het circus effectief in Datyon. Jasper hield Jack en Jennifer verborgen en Peter keerde terug naar Salem toen hij de politie gezien had. Het circus stond aan de rand van een faillissement en Jack overtuigde Jasper om naar Salem te trekken.
Bij de aankomst in Salem stuurde Jack tickets van het circus naar Hope. Peter volgde Hope en viel haar aan, maar ze werd gered door Bo. Peter gaf opnieuw een tip aan de FBI die Jack deze keer wel arresteerde. Hij ontvoerde Jennifer en sloeg haar bewusteloos. Toen ze weer bijkwam kon ze ongemerkt ontsnappen in de auto van Jasper. Peter achtervolgde haar al snel. Jennifer kreeg een ongeluk en raakte van de weg met haar auto, die later ontplofte. Laura confronteerde Kristen en zwoer dat ze Peter zou vinden en hen beiden zou laten boeten. Daarna bezocht ze Jack in de gevangenis. Abe Carver kwam Jack vertellen dat er een vrouwenlijk werd gevonden in de auto waarmee Jennifer reed. Jack weigerde te geloven dat Jennifer dood was tot Abe hem een halsketting liet zien die ze nog van Peter gekregen had.
Jack en alle anderen in Salem moesten onder ogen zien dat Jennifer dood was en Jack werd uit de gevangenis gelaten om de begrafenis bij te wonen. Peter arriveerde met een geweer en begon te schieten. Dan verscheen Jennifers geest uit de kist. Ze overtuigde Peter om zichzelf aan te geven. Jack werd vrijgelaten en toen hij met Abby naar huis keerde vond hij Jennifer. Ze legde uit dat haar dood en verrijzenis geveinsd werden door de circusmensen om Peter erin te luizen. Peter belandde in de gevangenis, maar werd wel nog genezen van zijn junglegekte door Stefano. Peter vroeg of hij hem kon helpen om te ontsnappen, maar Stefano zei dat hij dat niet kon omdat het zijn nieuwe reputatie van gerespecteerde burger zou schaden.